# Kirby Super Star
Kirby Super Star (с англ. — «Суперзвезда Кирби») — компьютерная игра в жанре платформера, разработанная HAL Laboratory и выпущенная Nintendo на консоль Super Nintendo Entertainment System. Впервые выпущена в Японии 21 марта 1996 года, в Северной Америке — 20 сентября 1996 года, а в Европе — 23 января 1997 года.
Kirby’s Super Star позднее была переиздана для системы Virtual Console для консолей Wii и Wii U. Ремейк под названием Kirby Super Star Ultra вышел на консоли Nintendo DS в 2008 и 2009 годах. Nintendo переиздала Kirby Super Star в Японии, США и Европе в сентябре 2017 года в составе Super NES Classic Edition. Игра вышла в онлайн-сервисе Nintendo Switch 12 декабря 2019 года.

## Игровой процесс
Как и в предыдущих частях серии Kirby, игрок управляет Кирби и проходит различные уровни, избегая препятствий и врагов. Кирби может и вдыхать врагов или предметы, а потом выпускать их в виде снарядов. Он также может летать в течение ограниченного времени, надувая себя; во время полета Кирби не может атаковать или использовать другие свои способности, но он может выпустить слабый поток воздуха. Поедая определенных врагов, Кирби может получить способности копирования — бонусы, позволяющие ему перенимать свойства, которыми обладал враг. В Kirby Super Star Кирби приобретает способность защищаться от слабых атак.
Значимым нововведением является система помощников. Получив в своё распоряжение способность, Кирби может превратить её во вспомогательного персонажа, управлять которым может как компьютер, так и второй игрок. Из способностей «взрыв» (англ. Crash) и «микрофон» (англ. Microphone) помощников создать нельзя. Если помощник получит слишком много повреждений, Кирби должен дать ему новую способность, иначе помощник исчезнет. Если главный герой получит слишком много повреждений, он потеряет жизнь. Здоровье можно восполнить, поедая еду, разбросанную по уровням. Потеря всех жизней приводит к завершению игры.

### Игры
Kirby Super Star разбита на 7 основных игр и несколько мини-игр.
- «Весенний бриз» (англ. Spring Breeze) — упрощённый ремейк игры Kirby's Dream Land с усовершенствованным геймплеем. Кирби должен добраться до замка, чтобы бросить вызов Королю Дидиди, укравшего еду у жителей Страны Снов. В отличие от оригинала, локации «Float Islands» (с англ. — «Плавающие острова») и «Castle Lololo» (с англ. — «Замок Лололо») слились, а в Замке Дидиди главному герою не приходится сражаться с боссами, которые появлялись перед Дидиди.
- «Дайна Блэйд» (англ. Dyna Blade) — игра, в которой Кирби должен остановить Дайну Блэйд, гигантскую птицу, разрушающую зерновые поля в Стране Снов. Режим состоит из четырёх уровней. Есть также два секретных уровня и мини-босс, который перемещается по карте мира.
- «Трасса Гурмана» (англ. Gourmet Race) — гоночный режим, на котором Кирби соревнуется с Королём Дидиди в скорости поедания еды. Гонки проходят на трёх уровнях различной длины; победителем становится игрок, набравшлий наибольшее количество очков. Очки начисляются за поедание еды, находящейся на трассе; кроме того, бонусные очки начисляются игроку, который первый пришёл к финишу. Версия на DS имеет многопользовательский режим.
- «Великое пещерное наступление» (англ. The Great Cave Offensive) — приключенческий режим, в котором Кирби изучает пещеру в поисках сокровищ. Сокровища находятся в 60 сундуках, разбросанных по четырём зонам. Некоторые из сокровищ являются отсылками к другим играм Nintendo: «Трифорс» из серии The Legend of Zelda, эмблема «Винтовая атака» (англ. Screw Attack) из серии Metroid, шлем Капитана Сокола (англ. Captain Falcon) из игры F-Zero и «Мистер Сатурн» из игры Earthbound.
- «Месть Мета Рыцаря» (англ. Revenge of Meta Knight) — игра, в которой Кирби пытается уничтожить военный корабль Мета Рыцаря — «Алебарду» (англ. The Halberd), прежде чем Мета Рыцарь покорит Страну Снов. Игра разбита на области, прохождение которой ограничено по времени. Проходя раунд или нанося повреждение судну, игрок иногда будет видеть диалог членов экипажа «Алебарды». Боссы — Леса-близнецы (англ. Twin Woods), два Леса Виспи (англ. Whispy Woods) и Тяжёлый Лобстер (англ. Heavy Lobster), а также похожие на лобстеров роботы-машины. Кульминация — сражение с Мета Рыцарем и побег из разрушающегося корабля.
- «Желания Млечного Пути» (англ. Milky Way Wishes) — Кирби по просьбе Маркса (англ. Marx) должен совершить путешествие по 9 планетам для восстановления гигантской кометы-часов «Нова», способной осуществить любое желание.  отличие от других режимов, главный герой не может использовать способности врагов, которых он проглотил, вместо этого он использует способности из «Эксклюзивного Пьедестала Способностей» (англ. Deluxe Copy Ability Pedestals). Когда Кирби добивается цели, Маркс загадывает у Новы желание — править Поп Звездой. Кирби останавливает его и разрушает сердце Новы.
- «Арена» (англ. The Arena) — режим, в котором игрок должен поочерёдно сражаться с 26 боссами в 19 раундах, начиная с Уоддл Ди. У игрока нет дополнительных жизней. В перерыве между раундами присутствует комната с «Максимальными Томатами» (англ. Maximum Tomatoes), которые можно съесть лишь один раз и два случайно выбранных пьедестала со способностями.

### Мини-игры
В обеих режимах возможно играть как против компьютера, так и с другим игроком:
- «Самурай Кирби» (англ. Samurai Kirby) — мини-игра, похожая на мини-игру «Быстрый Розыгрыш» (англ. Quick Draw) в Kirby’s Adventure, в которой игрок должен в подходящий момент по звуковому сигналу атаковать противника.
- «Мегатонный удар» (англ. Megaton Punch) — мини-игра, в которой игроки, нажимая в нужный момент кнопки, должны пробить трещину в планете. Побеждает игрок, сделавший более длинную трещину.

## Разработка
Kirby Super Star была разработана в Японии компанией HAL Laboratory, а руководителем выступил создатель серии Масахиро Сакураи. Это была третья игра про Кирби, в которой он выступил в роли руководителя, после Kirby's Dream Land и Kirby's Adventure. Хотя игра была создана для Super Nintendo Entertainment System (SNES), прототип Kirby Super Star был разработан для оригинальной Nintendo Entertainment System. По словам Сакураи, хотя прототип предназначался только для внутреннего пользования, он был почти завершен, и некоторые анимации Кирби были практически идентичны анимациям в финальной версии игры. Прототип использовался для проверки идей перед их реализацией в конечном продукте; по словам Сакураи, наличие внутренней сборки игры облегчало её разработку. Влияние тогдашнего президента HAL Laboratoby Сатору Иваты на разработку игры было незначительным, она проходила в основном под контролем Сакураи.
По словам Сакураи, разработка Kirby Super Star проходила «с опорой на три столпа»: кооперативный геймплей для двух игроков; боевая хореография, аналогичная файтингам; и разносторонний формат. Возможность игры в кооперативном режиме была добавлена по просьбе Сигэру Миямото, который много лет мечтал создать двумерный кооперативный платформер, но его серия Super Mario была слишком динамичной для этого. Ориентируясь на файтинги, Сакураи сделал врагов сильнее, поскольку в тестовой версии «главный игрок мог просто метать клинки и уничтожать противников, а помощнику оставалось лишь наблюдать за этим». Он также расширил возможности копирования, добавив действия, требующие нескольких нажатий кнопок, как в файтингах. Kirby Super Star стала первой игрой в серии, в которой внешний вид Кирби менялся в зависимости от его копирующей способности. Сакураи выбрал формат с множеством мини-игр, поскольку большинство игр для SNES и многие игры для NES были длинными и дорогими, и Kirby Super Star должна была стать «антитезой этой тенденции».
Spring Breeze, ремейк Kirby’s Dream Land, был разработан для новичков и является первым режимом Super Star. Название представляет собой цитату из руководства по игре Kirby’s Dream Land, в которой «Кирби описывается как юноша, прибывший с весенним бризом», и было выбрано для обозначения его простоты. Первоначально Сакураи собирался убрать способности копирования, чтобы сохранить верность оригинальной игре и одновременно научить новичков играть, но в итоге не сделал этого.
Разработка игры длилась три года, дольше, чем характерно для той эпохи. Отчасти это было связано с влиянием игры Donkey Kong Country (1994) от Rare, в которой использовалась CG-графика. Сакураи был уверен, что использование CG будет полезным, поэтому команда переделала графику посреди разработки. Сакураи планировал включить в игру дополнительный режим, «Особняк Кагеро» (англ. Kagero Mansion), но из-за нехватки времени от этой идеи отказались. Особняк Кагеро представлял собой хоррор с акцентом на исследования с элементами головоломок; в ней Кирби застрял в особняке и терял возможность вдыхания. Рабочее название игры — Kirby of the Stars: Active; оно должно было отражать более активный геймплей игры. Окончательное название игры придумал создатель серии Earthbound Сигэсато Итои, которое должно было «отражать то, насколько она богата содержанием».

## Выпуск игры
Kirby Super Star была одной из последних игр для SNES, выпущенной всего за три месяца до выхода преемника системы, Nintendo 64. Издатель Nintendo выпустил игру в Японии 21 марта 1996 года, в Северной Америке 20 сентября 1996 года, а в Европе 23 января 1997 года. В Японии игра называется Kirby of the Stars: Super Deluxe, а в Европе — Kirby’s Fun Pak. Японская упаковка была стилизована под дерево Павлония: в Японии дорогое саке и столовое серебро часто продается в коробках из павловнии, и команда решила, что такая упаковка будет говорить о том, насколько игра особенная.
Kirby Super Star была переиздана на Wii и Wii U через сервис цифровой дистрибуции Virtual Console. Версия для Wii вышла в Японии в октябре 2009 года и на Западе в мае 2010 года, а версия для Wii U вышла во всем мире в мае 2013 года. Игра также была включена в Kirby’s Dream Collection (2012), сборник игр Kirby для Wii, посвящённый 20-летию игры.

## Ремейк
Ремейк игры под названием Kirby Super Star Ultra (с англ. — ««Суперзвезда Кирби Ультра»») был выпущен на портативной консоли Nintendo DS в 2008 году. Игра разработана в честь 15-летия серии. Она включает все игры оригинала и четыре новых. В игру также включены три новые мини-игры, интеграция сенсорного экрана DS, беспроводной мультиплеер для четырех игроков через DS Download Play; графика и звук были улучшены, а для каждого ролика был записан трёхмерный FMV-ролик.
Руководителем разработки Super Star Ultra выступил сотрудник HAL Laboratory Cинъя Кумадзаки. Изначально игра называлась Super Deluxe Plus. Целью команды было сохранить все режимы из оригинала для SNES; несмотря на значительный размер игры, Кумадзаки считал, что не может ничего убрать из-за надежд фанатов. Были внесены коррективы для новых игроков, а разработчику удалось сохранить многопользовательскую игру благодаря беспроводной функциональности DS. Некоторые разработчики считали, что игра изменилась настолько, что её можно считать новым продуктом. Упаковка была оформлена блёстками, чтобы сохранить ощущение роскоши, которое придавал оригиналу дизайн коробки из Павлонии, так как координатор проекта Мари Сиракава считала, что Павлония — неудачный вариант оформления упаковки для детской аудитории. Kirby Super Star Ultra вышла в Северной Америке 22 сентября 2008 года, в Японии — 6 ноября 2008 года, а в Европе — 18 декабря 2009 года.

### Эксклюзивные режимы в версии наDS
Следующие режимы являются эксклюзивными для ремейка на Nintendo DS — Kirby Super Star Ultra:
- «Месть короля» (англ. Revenge of the King) — усложнённая версия игры «Spring Breeze», в которой Кирби лицом к лицу сталкивается с новой формой Короля Дидиди — Дидиди в маске (англ. Masked Dedede). В отличие от локации «Весенний Бриз», здесь появляется Кабула, атакующая Кирби при помощи Звёздного Корабля; при каждом повышении уровня боссов возрождаются враги и мини-боссы.
- «Кошмар Мета Рыцаря Ультра» (англ. Meta Knightmare Ultra) — режим, в котором игроки управляют Мета Рыцарем, проходящим через локации «Spring Breeze», «Dyna Blade», «The Great Cave Offensive», «Revenge of Meta Knight» и «Milky Way Wishes». В конце мини-игры «Milky Way Wishes» игрок сражается не с Марксом, а с Галакта Рыцарем (англ. Galacta Knight), самым сильным воином в галактике.
- «Помощник для Героя» (англ. Helper to Hero) — похож на режим «Arena», с возможностью брать под контроль помощников. Присутствует возможность дать бой новому персонажу — Вам Бам Камню (англ. Wham Bam Jewel).
- «Настоящая Арена» (англ. True Arena) — улучшенная версия арены, включающая боссов со всех локаций и нового босса — Душу Маркса (англ. Marx Soul) — злодейское перевоплощение Маркса.

Версия на Nintendo DS включает в себя три новых мини игры: «Треки с закусками» (англ. Snack Tracks), «Кража Кирби» (англ. Kirby Swipe) и «Кирби на рисунке» (англ. Kirby on the Draw), использующие сенсорный экран, в котором могут принимать участие до четырёх игроков.

## Критика
| Сводный рейтинг       | Сводный рейтинг         | Сводный рейтинг | Сводный рейтинг |
| Издание               | Оценка                  | Оценка          | Оценка          |
| Издание               | DS                      | SNES            | Wii             |
| --------------------- | ----------------------- | --------------- | --------------- |
| GameRankings          | 79,50 %                 | 86 %            | N/A             |
| Metacritic            | 76/100                  | N/A             | N/A             |
| Иноязычные издания    |                         |                 |                 |
| Издание               | Оценка                  | Оценка          | Оценка          |
| Издание               | DS                      | SNES            | Wii             |
| 1UP.com               | A−                      | N/A             | N/A             |
| Destructoid           | 8,5/10                  | N/A             | N/A             |
| EGM                   | N/A                     | 8,625/10        | N/A             |
| Eurogamer             | 6/10                    | N/A             | N/A             |
| Famitsu               | 32/40                   | N/A             | N/A             |
| Game Informer         | 7/10                    | 7,25/10         | N/A             |
| GameRevolution        | B−                      | N/A             | N/A             |
| GameZone              | 7,7/10                  | N/A             | N/A             |
| IGN                   | (AU) 8,3/10 (US) 7,9/10 | N/A             | 8,5/10          |
| Nintendo Life         | N/A                     | N/A             | [ 30 ]          |
| Nintendo Power        | 9/10                    | N/A             | N/A             |
| 411Mania              | 9/10                    | N/A             | N/A             |
| Русскоязычные издания |                         |                 |                 |
| Издание               | Оценка                  | Оценка          | Оценка          |
| Издание               | DS                      | SNES            | Wii             |
| «Страна игр»          | 7,5/10                  | N/A             | N/A             |

Kirby Super Star была высоко оценена критиками и имела коммерческий успех. Всего продано около 1 миллиона экземпляров игры в Японии. Kirby Super Star имеет средний балл 85,03 % на Game Rankings и считается одной из лучших игр франшизы. Четыре рецензента журнала Electronic Gaming Monthly похвалили игру за большое количество контента, режим одновременной игры за двух игроков, графику и способность Кирби поглощать способности врагов. Рецензент GamePro поставил игре 5 баллов из 5 за звук, управление и презентацию, и 4,5 балла из 5 за графику. Он отметил: «идеальное исполнение разнообразных элементов управления приводит к простому, но очаровательному веселью». Рецензируя версию для виртуальной консоли, рецензент Nintendo Life похвалил её за «впечатляющую» музыкальную партитуру и «красочные» визуальные эффекты.
Kirby Super Star Ultra получила одобрение критиков по данным агрегатора Metacritic. Японский журнал Famitsu дал игре оценку 32 из 40 баллов. 1UP похвалил игру за мультиплеер и назвал его «отличным», но отметил, что он не очень сложный, а дизайн уровней не такой замысловатый, как в серии игр Super Mario. Крейг Харрис из IGN отметил, что, хотя игра и веселая, она «немного легкая».
В 2012 году сайт GamesRadar поместил Kirby Super Star Ultra на 1 место в списке «Лучших игр серии Kirby». Electronic Gaming Monthly назвал Kirby Super Star победителем в номинации «Side-Scrolling Game of the Year» (после Guardian Heroes). Gamesradar поставил игру на 19 место в списке «Лучшие игры SNES всех времен». В 2018 году Complex включил Kirby Super Star на 51 место в списке «Лучшие игры Super Nintendo всех времен». Retro Sanctuary включил Kirby Super Star на 73 место в списке «100 лучших игр SNES». Рецензенты похвалили игру за то, что она улучшила основной игровой процесс серии игр Kirby и является отличной игрой для двух игроков, хотя, по их мнению, игра короткая и ее легко пройти.
11 декабря 2008 года Kirby Super Star Ultra попала в сборник «Famitsu Gold». По состоянию на 11 января 2009 года, в Японии продано около 1 021 000 копий Kirby Super Star Ultra. Кроме того, она стала девятой самой продаваемой игрой в Японии в 2008 году. По состоянию на декабрь 2008 года, Kirby Super Star Ultra является пятой самой продаваемой игрой на Nintendo DS в США.

## Наследие
Игра Kirby Super Star стала доступна в сервисе Virtual Console Wii в Японии 13 октября 2009 года, в Северной Америке — 17 мая 2010 года, а в регионе PAL — 28 мая 2010 года. Версия для Virtual Console для Wii U была выпущена в Японии 1 мая 2013 года, а в Северной Америке и Европе — 23 мая 2013 года. При выпуске в Европе для Wii U вместо европейской версии была включена североамериканская. Она также была одной из игр, включенных в Kirby’s Dream Collection, которая была выпущена для Wii в честь 20-летия серии. В сборнике упоминается как одна из лучших игр серии.
Игра также включена в издание Super NES Classic Edition.
В 2021 году Чарли Розен и Джейк Сильверман аранжировали композицию «Meta Knight’s Revenge» для The 8-Bit Big Band. Впоследствии их кавер получил номинацию на премию «Грэмми» в категории «Лучшая аранжировка, инструментальная или акапельная».

## Заметки
1. ↑  Известная в Европе как Kirby’s Fun Pak и в Японии как Hoshi no Kirby Super Deluxe (яп. 星のカービィスーパーデラックス Хоси но Ка:би: Су:па: Дэраккусу, «Звезда Кирби — супер Делюкс»)
2. ↑  Известный в Японии как Hoshi no Kirby Ultra Super Deluxe (яп. 星のカービィ ウルトラスーパーデラックス Хоси но Ка:би: Урутора Су:па: Дэраккусу, рус. «Звезда Кирби. Ультра супер Делюкс»)